# Märzenkalb
Märzenkalb oder Märzenkäubel ist ein Wort der deutschen Sprache, das im Volksmund sowohl für eine Verkühlung als auch eine dem Aprilscherz ähnlichen Handlung verwendet wird.

## Verkühlung
Das Wort Märzenkalb weist auf die erhöhte Erkältungsgefahr im März hin, die aufgrund der schwankender Temperaturen auftritt, beispielsweise durch zu leichte Kleidung an schattigen und kühlen Stellen. Bei einer starken Erkältung im März sagt der Volksmund: Den „hat das Märzenkäubel erwischt“ oder er „wurde vom Märzenkalb gebissen“.
Üblich ist der Ausdruck zum Beispiel im Salzkammergut, beispielsweise um den Attersee, im restlichen Oberösterreich sowie in Bayern.

## Brauchtum
In Südtirol wird das Wort für einen am 1. März stattfindenden Brauch verwendet, der mit dem Aprilscherz vergleichbar ist. Gelingt es, den Blick des Gegenübers dorthin zu lenken, wo sich angeblich eine Spinne befinden soll, wird der Betroffene mit Märzenkalb oder mit Märzenkotz (Märzenkatze) betitelt und ausgelacht. Dieser Brauch war früher auch in Liechtenstein üblich, jedoch ist dort heutzutage für derartige Handlungen lediglich der 1. April in Verwendung. Verschiedene liechtensteinische Dialektausdrücke für den Begriff sind beispielsweise Merza-Buschi (Triesenberg), Märzafölli (Vaduz) und Miarzakalb (Triesen).

## Sonstiges
Die österreichische Alternative-Rock-Band Die Buben im Pelz veröffentlichte auf ihrem 2017 erschienenen Album Katzenfestung ein Lied mit dem Titel Märzenkalb.